# Tiourkuy
Tiourkuy est une commune située dans le département de Doumbala de la province de Kossi au Burkina Faso.